# Генрієтта Амалія Ангальт-Дессауська (1666–1726)
Генрієтта Амалія Марія Ангальт-Дессауська (нім. Henriette Amalie Maria von Anhalt-Dessau, 6 серпня 1666 — 18 квітня 1726) — принцеса Ангальт-Дессауська з дому Асканіїв, донька князя Ангальт-Дессауського Йоганна Георга II та нідерландської принцеси Генрієтти Катерини, дружина князя Нассау-Діца Гендрика Казимира II.
Регентка Нассау-Діца у 1696—1702 роках, а також Фрісландії, Ґронінгена та Дренте у 1696—1707 роках.

## Біографія
Генрієтта Амалія народилась 6 серпня 1666 року в Клеве. Вона була п'ятою дитиною та четвертою донькою в родині князя Ангальт-Дессау Йоганна Георга II та його дружини Генрієтти Катерини Оранської. Мала старшу сестру Єлизавету Альбертіну. Інші діти померли в ранньому віці до її народження. Згодом сім'я поповнилася п'ятьма молодшими дітьми.
У 17-річному віці Генрієтта Амалія була видана заміж за свого 27-річного кузена, князя Нассау-Діца Гендріка Казимира II, який також був штатгальтером Фрісландії, Ґронінгена та Дренте. Весілля відбулося 26 листопада 1683 в Дессау. У подружжя з'явилося дев'ятеро дітей.
Гендрік Казимир був вояком голландської армії, мав чин фельдмаршала, брав участь у війні Аугсбурзької ліги. Пішов з життя досить молодим, молодша донька народилася вже після його смерті.

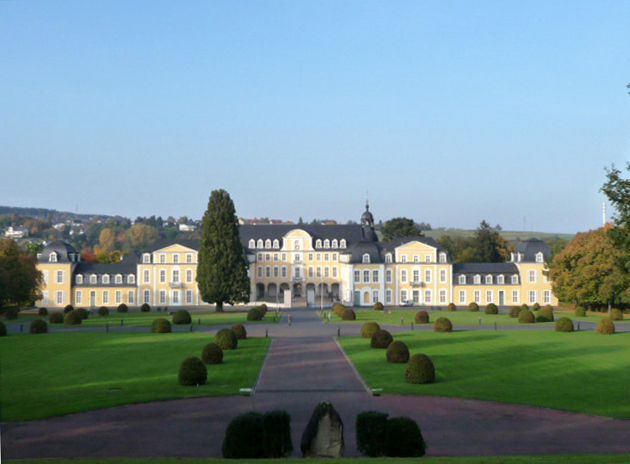
Замок Оранієнштайн

Генрієтта Амалія стала регенткою земель Нассау-Діца, Фрісландії, Ґронінгена та Дренте при своєму єдиному синові. У 1702 році Йоганн Віллем Фрізо став спадкоємцем Віллема III, й князівство Нассау-Діца було реорганізовано в князівство Оранж-Нассау. У 1704 році почалася перебудова замка Оранієнштайн в Діці в бароковому стилі за кресленнями Даніеля Маро. У 1707 році княгиня передала повноваження правителя синові. Наступного року померла її матір, яка заповіла їй велику кількість картин відомих нідерландських майстрів. Ще за рік була завершена реконструкція Оранієнштайну.
У липні 1711 року Йоганн Віллем Фрізо потонув. За кілька тижнів після його смерті народився єдиний онук Генрієтти Амалії. До його повноліття регенткою стала її невістка Марія Луїза. Генрієтта Амалія пішла з життя в часи її правління, 18 квітня 1726 року, у замку Оранієнштайн з природних причин. Похована в євангелічній церкві Святої Марії в Діці.

## Родина

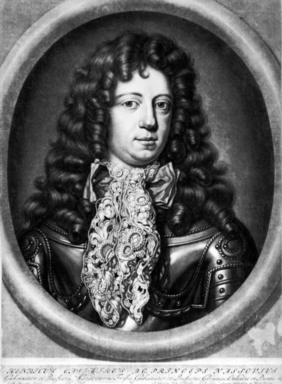
Генрик Казимир II близько 1690 року

Чоловік — Генрих Казимир ІІ Нассау-Дицький
Діти:
- Віллем Георг Фрізо (1685—1686) — прожив 1 рік;
- Генрієтта Альбертіна (1686—1754) — одружена не була, дітей не мала;
- Йоган Віллем Фрізо (1687—1711) — останній князь Нассау-Діца у 1696—1702 роках, штатгальтер Фрісландії та Ґронінгена у 1696—1711 роках, принц Оранський у 1702—1711 роках, був одружений з принцесою Марією Луїзою Гессен-Кассельською, мав сина та доньку;
- Марія Амалія (1689—1771) — каноніса Герфордського монастиря, одружена не була, дітей не мала;
- Софія Ядвіґа (1690—1734) — дружина герцога Мекленбург-Шверіну Карла Леопольда, дітей не мала;
- Ізабелла Шарлотта (1692—1757) — дружина князя Нассау-Ділленбурга Крістіана, дітей не мала;
- Йоганна Агнеса (1693—1765) — одружена не була, дітей не мала;
- Луїза Леопольдіна (1695—1758) — одружена не була, дітей не мала;
- Генрієтта Казимира (1696—1738) — одружена не була, дітей не мала.